# Ryan Key
Ryan Key (ur. 17 grudnia 1979 w Jacksonville) – amerykański gitarzysta i wokalista poppunkowej formacji Yellowcard.
W wieku 13 lat podjął się nauki gry na gitarze. Uczęszczał do Episcopal High School (Episkopalnej Szkoły Wyższej), przenosząc się później do Douglas Anderson School of the Arts, gdzie później został wyróżniony, dyplomowany. Swoje dalsze plany oparł na Florida State University z której został wyrzucony. Przez ten czas śpiewał w grupie Modern Amusement, z którą rozstał się w 1998 roku. Następnie przybył do Santa Cruz, gdzie był jednym z członków zespołu Craig's Brother. Przez ten czas koledzy Ryana ze szkoły wyższej (Douglas Anderson) założyli grupę, która nosi nazwę Yellowcard.